# Felling (Gemeinde Hardegg)
Felling ist eine Ortschaft und eine Katastralgemeinde der Gemeinde Hardegg im Bezirk Hollabrunn in Niederösterreich. Die Ortschaft hat 121 Einwohner (Stand 1. Jänner 2024). Bis Ende 1968 war Felling eine selbständige Gemeinde.

## Geografie
Das Dorf im Norden des Gemeindegebietes liegt hart an der Grenze zur Tschechien und ist über die Landesstraße 1045 erreichbar.

## Geschichte
Die Region ist seit der Steinzeit besiedelt, wie aufgefundene Werkzeuge bezeugen. Die Ansiedlung wurde erstmals 1290 im Hardegger Kirchenregister erwähnt. Im Jahr 1442 wird das Dorf an Ulrich von Eitzing vergeben und bestand damals aus einem Bauhof, einem großen Teich, einer Fischweide im Bach und dem Flansenhof mit einem Turm.
Die dem hl. Petrus geweihte Kirche wurde 1444 als Filiale von Hardegg genannt, Mauerreste belegen aber, dass die Kirsche älter ist. In der Reformationszeit wurde die Pfarre in Hardegg aufgelöst und die Kirche in Felling von Weitersfelden aus betreut. Im Jahr 1751 wurde Felling eine selbständige Pfarre und für 1659 ist in Felling ein Lehrer genannt, was die Existenz einer Schule belegt.
1911 gründete Rudolf Marchart eine Drechslerei, die sich auf das Drechseln von Perlmutt spezialisiert hat. Sie ist die einzige von ehemals rund 100 heimischen Drechslerei, befindet sich noch immer im Besitz der Familie Marchart und firmiert als RM Austria – Perlmuttdesign. Bis nach dem Zweiten Weltkrieg wurden Süßwassermuscheln aus der Thaya und der March verarbeitet, heute werden importierte Muscheln und Schnecken verarbeitet.
Laut Adressbuch von Österreich waren im Jahr 1938 in der Ortsgemeinde Felling zwei Binder, ein Drechsler, ein Fleischer, zwei Gastwirte, drei Gemischtwarenhändler, ein Schmied, ein Schneider und eine Schneiderin, ein Schuster, zwei Tischler, ein Viehhändler, und zwei Wagner ansässig.
Mit 1. Jänner 1969 schlossen sich die bis dahin selbständigen Gemeinden Felling, Mallersbach, Pleißing und Riegersburg zur neuen Gemeinde Riegersburg-Pleißing zusammen. Mit 1. Jänner 1972 wurde Riegersburg-Pleißing gemeinsam mit Merkersdorf nach Hardegg eingegliedert.

## Sehenswürdigkeiten
- Pfarrkirche Felling
- RM Austria – Perlmuttdesign